# Carnivores
Carnivores è un videogioco sulla caccia di genere sparatutto in prima persona prodotto dalla Action Forms e distribuito dalla WizardWorks Software nel 1998. È il primo della serie Carnivores.

## Dinosauri
- Parasaurolophus
- Pachycephalosaurus
- Stegosaurus
- Allosaurus
- Triceratops
- Velociraptor
- Tyrannosaurus rex